# Podî, Vilneansk
Podî (în ucraineană Поди) este un sat în comuna Pavlivske din raionul Vilneansk, regiunea Zaporijjea, Ucraina.

## Demografie
Componența lingvistică a localității Podî
     Ucraineană (81,93%)
     Rusă (18,07%)
Conform recensământului din 2001, majoritatea populației localității Podî era vorbitoare de ucraineană (81,93%), existând în minoritate și vorbitori de rusă (18,07%).